# Trường Trung học phổ thông chuyên Nguyễn Huệ
Trường Trung học phổ thông Chuyên Nguyễn Huệ (tiếng Anh: Nguyen Hue High School for Gifted Student) là một trường trung học phổ thông công lập của thành phố Hà Nội, được được thành lập vào tháng 3 năm 1947. Đây là một trong 4 trường chuyên trực thuộc Sở Giáo dục và Đào tạo Hà Nội (các trường khác bao gồm: THPT chuyên Hà Nội - Amsterdam, THPT Chu Văn An, THPT Sơn Tây. Trường hiện có 11 khối chuyên các bộ môn: Toán, Tin học, Vật lý, Hóa học, Sinh học, Ngữ văn, Lịch sử, Địa lý, tiếng Anh, tiếng Pháp, tiếng Nga) cùng 45 lớp chuyên. Trường có nhiều học sinh tham gia và đạt giải các kì thi học sinh giỏi cấp quốc gia và cấp quốc tế.. Trường đã được công nhận đạt chuẩn quốc gia .

## Lịch sử
Tháng 3 năm 1947, trường Nguyễn Huệ thành lập tại làng Sêu, Thôn Trinh Tiết Xã Đại Hưng, huyện Mỹ Đức, tỉnh Hà Đông (sau đó là Hà Tây, nay thuộc Hà Nội). Sở giáo dục Liên khu III cử thầy giáo Nguyễn Đình Quang làm Hiệu trưởng đầu tiên. Sau đó, từ 1947-1954 là các thầy Hoàng Đình Ân, Nguyễn Khắc Cương, Lê Hoàng Oánh lần lượt đảm nhận chức vụ này; cùng với thế hệ thầy giáo đầu tiên của nhà trường: thầy giáo Chu Xuân Nguyên, Nguyễn Văn Bình, Nguyễn Văn Minh, Tô Thảo,... Những khoá đầu tiên, trường tuyển sinh gần 200 học sinh, xếp vào 4 lớp học. Đó là học sinh, cán bộ từ Hà Nội tản cư đi kháng chiến và học sinh tỉnh Hà Đông (vùng tự do và vùng tạm chiếm). Các lớp đệ nhất, đệ nhị, đệ tam được học trong ngôi trường tiểu học ở làng Sêu, lớp đệ tứ học trong đình làng. Ngày 30 tháng 3 năm 1948, huyện uỷ Mỹ Đức ra quyết định thành lập chi bộ đầu tiên của nhà trường. Ngày 17 tháng 11 năm 1949, trường tiến hành đại hội Hiệu Đoàn đầu tiên do Tưởng Toàn Chính là Hiệu Đoàn trưởng.
Năm 1949-1950, cuộc kháng chiến chống thực dân Pháp chuyển sang giai đoạn tổng phản công. Trong gần 200 học sinh khoá đầu đã có 150 người tham gia quân đội và lực lượng vũ trang. Nhiều học sinh trường đã hy sinh như liệt sĩ Đặng Đình Liêm, Trần Quang Oánh, Lê Đình Diễm, Bùi Trường Bao, Tưởng Toàn Ninh, Nguyễn Thạch Toàn.... Nhiều người đã trưởng thành trở thành sĩ quan, tướng lĩnh, anh hùng lực lượng vũ trang như Anh hùng trung tướng Phan Thu, Trung tướng Chu Duy Kính, Thiếu tướng Lưu Sỹ Hiệp, Phí Văn Hà.... Những người không tham gia quân đội nhưng tham gia các hoạt động trên nhiều lĩnh vực (văn hoá, xã hội, ngoại giao, khoa học- kỹ thuật,...), và nhiều người trở thành cán bộ cao cấp của Đảng, Nhà nước, nhà khoa học, nhà văn, nhà thơ, thầy giáo, thầy thuốc, điển hình như Giáo sư tiến sĩ Phạm Minh Hạc, Đặng Xuân Kỳ, Đặng Ngọc Thanh, Vũ Mạnh Kha, Hoàng Mạnh Tú, Đặng Nghiêm Hoàng, Đào Xuân Lâm, Ngô Vi Tuấn, nghệ sỹ ưu tú Lưu Xuân Thư,...
Năm 1950, quân Pháp ném bom Vân Đình. Để tránh bị càn quét, trường phải sơ tán vào Thanh Hoá và đổi tên thành Trường Nguyễn Trãi (để không trùng tên với Trường quân chính Nguyễn Huệ); cùng với các Trường Nguyễn Thượng Hiền, Hoa Lư, Cù Chính Lan...tập hợp lại thành "Thủ đô văn hoá" vùng tự do kháng chiên liên khu III. Năm 1954, chiến tranh Đông Dương kết thúc, thầy và trò đã dời Thanh Hoá trở về tham gia tiếp quản thị xã Hà Đông và lấy lại tên Trường Nguyễn Huệ.
Như vậy, trường Nguyễn Huệ có 6 vị tướng, 20 đại tá, 20 giáo sư tiến sĩ, 1 anh hùng quân đội, 20 người lần lượt tham gia Ban chấp hành Trung ương Đảng và Quốc hội...
Năm 1959, đáp ứng yêu cầu nâng cao dân trí của nhân dân trong tỉnh, thực hiện cải cách giáo dục chuyển đổi hệ thống trường lớp, nhà trường bắt đầu có những lớp cấp III. Từ năm 1961, trường Nguyễn Huệ trở thành trường cấp III đầu tiên của tỉnh Hà Đông. Tháng 10 năm 1965, Sở giáo dục Hà Sơn Bình (nay là sở giáo dục Hà Tây) giao cho trường nhiệm vụ đào tạo học sinh năng khiếu môn toán. Hệ chuyên Toán được thành lập từ đây, và cũng là hệ chuyên Toán sớm nhất của miền Bắc làm đà cho các hệ chuyên của nhà Trường Nguyễn Huệ sau này.
Giai đoạn 1954 - 1975, các thầy Nguyễn Viết Bảo (1954 - 1960), Phan Quang Di (1960 - 1967), Nguyễn Như Cang (1967 - 1972), Nguyễn Sàng (1972 - 1975) lần lượt làm Hiệu trưởng.
Trong giai đoạn chiến tranh Việt Nam, nhiều học sinh trường trở thành là những cán bộ, sĩ quan cao cấp của lực lượng vũ trang, là các cán bộ khoa học - kỹ thuật có học vị bằng cấp, giáo sư, PGS, Tiến sĩ, phó tiến sĩ và thạc sĩ, tiêu biểu như Trình Văn Đật, Đặng Ứng Vận, Phạm Viết Vượng, Nguyễn Văn Ngoạn, Vũ Dương Thuỵ, Nguyễn Văn Quỳ, Đỗ Văn Lập, Nguyễn Văn Hiền, Lê Công Quý, Nguyễn Văn Chuyên, Ngô Dương Sinh, Nguyễn Quốc Ân... Nhiều người là kỹ sư, bác sĩ, thầy cô giáo, nhà văn, nhà thơ, nhà báo, các nhà doanh nghiệp, nghệ sĩ nhân dân, nghệ sĩ ưu tú ... Hàng ngàn học sinh sau khi ra trường tiếp tục học lên rồi trở về địa phương tham gia cán bộ chủ chốt ở các cấp tỉnh, huyện, xã, tham gia các doanh nghiệp, cơ sở sản xuất của địa phương, đã tham gia đóng góp vào công cuộc xoá đói giảm nghèo, tiêu biểu như nguyên Bí thư thị uỷ Hà Đông Đỗ Văn Thân, nguyên Bí thư huyện uỷ Thanh Oai Thái Quang Chiểu.
Năm 1975, chiến tranh Việt Nam kết thúc. Trường Nguyễn Huệ, lúc đó do thầy Vũ Tích làm hiệu trưởng (1975-1994), chuyển về cơ sở mới khu Ao Cá (địa điểm nhà trường hiện nay), cơ sở vật được xây dựng kiên cố 3 tầng với 30 lớp học, được Hội Pháp - Việt giúp đỡ nhiều trang thiết bị thí nghiệm.
Nhà trường được phong nhiều danh hiệu như trường tiên tiến, tiên tiến xuất sắc, có nhiều tổ lao động xã hội chủ nghĩa nhiều năm như tổ Vật lý-Kỹ thuật, tổ Xã hội, tổ chuyên Toán. Nhiều tập thể học sinh đạt danh hiệu tập thể xã hội chủ nghĩa, nhiều thầy cô giáo là giáo viên giỏi các cấp, đóng góp sáng kiến kinh nghiệm trong các hội nghị khoa học ở tỉnh và quốc gia. Cô giáo Bùi Thị Tý nhà giáo ưu tú, đại biểu quốc hội 4 khoá liền, đạt giải thưởng Kovalevskaya.
Năm 1984 nhà trường có thêm hệ chuyên Hoá và năm 1988 hệ chuyên Pháp được thành lập. Năm 1995, Thầy Vũ Tích nghỉ hưu, thầy Thái Văn Bình lên làm Hiệu trưởng. Nhà trường được Hội đồng nhà nước tặng thưởng huân chương Lao động Hạng ba năm 1987, huân chương Lao động hạng nhì năm 1990, huân chương lao động hạng nhất năm 1997.
Năm 1997, theo tinh thần nghị quyết TW 2 thực hiện mục tiêu giáo dục " Nâng cao dân trí - Đào tạo nhân lực - Bồi dưỡng nhân tài ", Ủy ban Nhân dân tỉnh và Sở Giáo dục và Đào tạo Hà Tây giao cho nhà trường một nhiệm vụ mới đào học sinh năng khiếu cho tỉnh. Ngày 8 tháng 7 năm 1997, Ủy ban Nhân dân tỉnh ra quyết định số 689/QĐ-UB chuyển trường Phổ thông Trung học Nguyễn Huệ thành trường THPT chuyên Nguyễn Huệ, nhà trường từ chỗ chỉ có 3 hệ chuyên Toán, Pháp, Hoá học. Hiện giờ trường có 11 hệ chuyên Toán, Vật lý, Hoá học, Sinh học, Tin học, Ngữ văn, Lịch sử, Địa lý, tiếng Anh, tiếng Pháp, tiếng Nga.
Năm 2013, Trường chuyển cơ sở mới tại 560B, Quang Trung, Hà Đông, Hà Nội.
Năm 2000 nhà trường được Đảng Cộng sản Việt Nam, Nhà nước phong tặng danh hiệu Đơn vị Anh Hùng lao động trong thời kỳ đổi mới. Năm 2003, trường được tặng thưởng huân chương Độc lập Hạng ba, năm 2008 trường được tặng thưởng huân chương Độc lập Hạng nhì

## Mô hình đào tạo

### Cơ cấu tổ chức
Trường được tổ chức với mô hình ban giám hiệu điều hành và quản lý chung với Hiệu trưởng là thầy Nguyễn Hoàng Kim và Phó Hiệu trưởng là thầy Nguyễn Thế Hùng. Hệ thống giáo viên của trường được chia làm 8 tổ chuyên môn.
| Hiệu trưởng nhà trường qua các thời kỳ |                    |
| Thời gian                              | Hiệu trưởng        |
| 1947 - 19??                            | Nguyễn Đình Quang  |
| 19?? - 19??                            | Hoàng Đình Ân      |
| 19?? - 19??                            | Nguyễn Khắc Cương  |
| 19?? - 19??                            | Lê Hoàng Oánh      |
| 1954 - 1960                            | Nguyễn Viết Bảo    |
| 1960 - 1964                            | Nguyễn Quang Di    |
| 1964 - 1971                            | Nguyễn Như Cang    |
| 1971 - 1974                            | Nguyễn Sàng        |
| 1974 - 1996                            | NGƯT Vũ Tích       |
| 1996 - 2015                            | NGƯT Thái Văn Bình |
| 2015 - 2023                            | Nguyễn Hoàng Kim   |
| 2023 - nay                             | Lương Quỳnh Lan    |

### Xét tuyển
Theo quy định của Sở Giáo dục và Đào tạo Hà Nội thì trường Trung học phổ thông chuyên Nguyễn Huệ cùng trường Trung học phổ thông Chuyên Chu Văn An, trường Trung học phổ thông Chuyên Hà Nội – Amsterdam và trường Trung học phổ thông Chuyên Sơn Tây là bốn trường trung học phổ thông có hệ thống lớp chuyên của Sở, vì vậy học sinh tốt nghiệp lớp 9 muốn vào học tại các trường này ngoài việc phải tham gia kì thi vào lớp 10 chung cho các trường trung học phổ thông chuyên và không chuyên trực thuộc Sở, còn phải tham gia kì thi chuyên chung của bốn trường. Tương tự như ba trường trường chuyên còn lại, trường Nguyễn Huệ cho thi 3 môn bắt buộc là Toán, Văn (hai môn thi dành cho tất cả thí sinh muốn thi vào khối trung học phổ thông công lập toàn thành phố) và môn Ngoại ngữ điều kiện (dành cho thí sinh muốn thi vào khối trung học phổ thông chuyên). Các thi sinh muốn được vào lớp chuyên sẽ phải thi thêm môn chuyên tương ứng. Học sinh có thể đăng ký thi các môn chuyên khác nhau của hai trường khác nhau với điều kiện các môn chuyên thi không trùng nhau. Điểm xét tuyển sẽ là tổng điểm ba môn Toán, Văn, Anh (mỗi môn lấy hệ số 1) cộng với điểm môn chuyên nhân đôi (hệ số 2), thí sinh lấy từ cao xuống thấp đến hết chỉ tiêu của lớp chuyên.

## Cơ sở vật chất và trang thiết bị
Kinh phí xây dựng trường khoảng 250 tỷ đồng. Tổng diện tích của trường là 15 600 m², trong đó khu làm việc, ký túc xá (KTX) là 11 000 m², khu tập thể 4 600 m². Trường có 52 phòng học, 20 phòng học bộ môn, 11 phòng thí nghiệm các môn, 02 phòng thư viện (một phòng thư viện điện tử và một phòng đọc; khu thể chất 1 nhà thi đấu đa năng, 1 bể bơi, 1 sân bóng đá, sân bóng rổ, bóng chuyền với đầy đủ trang thiết bị luyện tập; 1 hội trường 450 chỗ; 1 phòng họp hội đồng 150 chỗ; khu vực làm việc nhà hiệu bộ với 36 phòng chức năng; khu nội trú gồm 130 phòng ở.

## Thành tích

### Các giải thưởng

#### Sáng kiến khoa học
Dự án "Nghiên cứu nồng độ các chất trung gian dẫn truyền thần kinh hệ Dopaminergic, Serotonergic trong nước tiểu và mối liên quan với các rối loạn hành vi ở người nghiện game" của Lê Hà Khoa và Nguyễn Phương Nam (lớp 11 Sinh trường THPT Chuyên Nguyễn Huệ, Hà Nội) xuất sắc giành giải Nhất ở lĩnh vực Y sinh và khoa học sức khỏe ở cuộc thi Khoa học kỹ thuật cấp quốc gia dành cho học sinh trung học năm học 2017-2018.

### Đường lên đỉnh Olympia
- Nguyễn Lê Duy (THPT chuyên Nguyễn Huệ, Hà Tây) giành giải nhì Đường lên đỉnh Olympia năm thứ 8
- Bạch Đình Thắng (THPT chuyên Nguyễn Huệ, Hà Nội) giành giải ba Đường lên đỉnh Olympia năm thứ 9
- Nguyễn Trọng Khải (THPT chuyên Nguyễn Huệ, Hà Nội) trải qua cuộc thi Tháng kịch tính để giành vé vào thi Quý 3 Đường lên đỉnh Olympia 2019.[10][11]
- Nguyễn Thanh Đức (THPT chuyên Nguyễn Huệ, Hà Nội) giành giải nhì quý 4 Đường lên đỉnh Olympia năm thứ 14
- Nguyễn Văn Thinh (THPT chuyên Nguyễn Huệ, Hà Nội) giành giải ba quý 3 Đường lên đỉnh Olympia năm thứ 14

### Kỳ thi Trung học phổ thông Quốc gia
- Với tổng số điểm 28,5, Mai Nguyễn Diệu Anh - học sinh trường THPT chuyên Nguyễn Huệ là thí sinh thủ khoa khối C của Hà Nội và đứng thứ 2 cả nước tại kỳ thi THPT quốc gia 2019.[12]
- Năm 2019, học sinh đạt điểm cao nhất Hà Nội là em Tạ Duy Phương - Trường THPT chuyên Nguyễn Huệ, với 29,05 điểm. Học sinh này đăng ký dự tuyển ở khối B00 (Toán, Hóa học, Sinh học).[13]

### Kỳ thi học sinh giỏi Quốc gia và Olympic quốc tế
- Trường THPT chuyên Nguyễn Huệ có 38 học sinh tham dự kì thi chọn học sinh giỏi quốc gia năm học 2019-2020.[14]

#### IJSO
- Học sinh Nguyễn Đình Hiếu (lớp 10 Trường THPT Chuyên Nguyễn Huệ) giành Huy chương Bạc tại kỳ thi Olympic Khoa học trẻ quốc tế 2019.[15][16]

## Sự cố đuối nước
Khoảng 10 giờ ngày 16 tháng 8 năm 2015, tại bể bơi của trường đã xảy ra một vụ tai nạn đuối nước, khiến một nữ quân nhân tử vong.

## Cựu học sinh nổi tiếng
- Á Hậu Thụy Vân (khóa 2001 - 2004).
- Nguyễn Ngọc Thủy (hay Shark Thủy), Chủ tịch Tập đoàn Egroup, Tổng giám đốc Công ty cổ phần Anh ngữ Apax.[18]\
- Đặng Mai Việt Hoàng (GDucky), Á quân Rap Việt - mùa 1.
- 1977 Vlog (Nguyễn Việt Anh- Nguyễn Trung Anh), Vloggers Việt Nam
- Nguyễn Hòa Bình (Shark Bình), chủ tịch NextTech Group.